# لودمیلا کاساتکینا
لودمیلا ایوانکووا کاساتکینا (روسی: Людмила Ивановна Касаткина؛ ‏ ۱۵ مهٔ ۱۹۲۵ – ۲۲ فوریهٔ ۲۰۱۲) بازیگر اهل اتحاد جماهیر شوروی سوسیالیستی بود که در فیلم‌های جنگی مشهوری به کارگردانی همسرش سرگئی کولوسف نقش آفرینی نمود.
از فیلم‌هایی که وی در آن‌ها نقش داشته‌است، می‌توان به نامت را به‌خاطر بسپار اشاره نمود.
وی همچنین برندهٔ جوایزی همچون نشان دوستی، جایزه هنرمند مردمی اتحاد جماهیر شوروی، جایزه دولتی برادران واسیلیف، هنرمند مردمی جمهوری شوروی فدراتیو سوسیالیستی روسیه، نشان پرچم سرخ کار و نشان لنین شده‌است.